# 世界はどこまで青空なのか?
「世界はどこまで青空なのか?」（せかいはどこまてあおぞらなのか）は、日本の女性アイドルグループ・NGT48の楽曲。作詞は秋元康、作曲は斉門が担当した。2017年12月6日にNGT48の2作目のシングルとしてソニー・ミュージックレーベルズ（アリオラジャパン）から発売された。楽曲のセンターポジションは荻野由佳が務めた。

## 背景とリリース
前作「青春時計」から8か月ぶりのシングル。Type-A、Type-B、Type-C（以上、CD+DVD）、NGT48 CD盤（CDのみ）の4形態で発売された。
2017年9月7日に行われたチームNIII「誇りの丘」公演においてリリースならびに選抜メンバーが発表され、同年11月2日にタイトルおよびアートワークが公開され、ラジオで初オンエアされた。選抜メンバーは前作から2名増の18名であり、角ゆりあと宮島亜弥が初選抜で、研究生からは初選出となった。チームNIIIメンバーは、16名全員が前作から継続して選抜されている。
「世界はどこまで青空なのか?」は、『AKB48グループ リクエストアワー セットリストベスト100 2018』において1位となり、NGT48が2年連続で同イベントの首位獲得となった。
全タイプ共通で収録される「僕の涙は流れない」は、SNSをうまく活用してきたメンバー「SNS選抜」による楽曲で、中井りかがセンターを務める。Type-Aには現役中高生メンバーからなる「リアル学生選抜」による「大人になる前に」が収録され、最年少の小熊倫実がセンターを務める。Type-Bには中井がコーラスグループ、ロス・インディオスの10代目ボーカルとして歌った、中井の地元である富山県の方言を題材とした「中井りか と ロス・インディオス」による楽曲「抱いてやっちゃ桜木町」が収録される。Type-Cには2017年10月末に卒業した大滝友梨亜を含む全メンバーによる「ナニカガイル」が収録され、本間日陽がセンターを務める。NGT48 CD盤に収録される「ぎこちない通学電車」は、新潟県、東北、関東、東海、関西、九州の各地出身の代表者で構成されるユニット「ふるさとチーム」による楽曲で、新潟県出身の加藤美南と中村歩加がダブルセンターを務める。

## 音楽性
前作「青春時計」から一転して、ロックでエモーショナルな現在のNGT48の勢いを象徴したような楽曲になっている。

## アートワーク
| Type-A     | 荻野由佳・小熊倫実・柏木由紀・加藤美南・角ゆりあ・北原里英               |
| Type-B     | 佐藤杏樹・菅原りこ・高倉萌香・太野彩香・中井りか                         |
| Type-C     | 西潟茉莉奈・長谷川玲奈・本間日陽・宮島亜弥・村雲颯香・山口真帆・山田野絵 |
| NGT48 CD盤 | 「世界はどこまで青空なのか?」選抜メンバー18名                            |

キービジュアルは新潟の海で、ジャケット写真は新潟県村上市・笹川流れのバス停で撮影された。

## ミュージック・ビデオ
世界はどこまで青空なのか?
「世界はどこまで青空なのか?」のミュージック・ビデオ (MV) は山戸結希が監督を務めた。前作「青春時計」同様、活動拠点である新潟県各地で撮影された。内容は、全編12分におよぶアイドル群像劇となっている。荻野を主人公とした、アイドルを夢見る女子中学生たちを巡るストーリーが描かれる。
2017年11月7日にNGT48のYouTube公式チャンネルにおいてフルバージョンが期間限定で公開された。
大人になる前に
「リアル学生選抜」による「大人になる前に」のMVは新潟県南魚沼郡湯沢町エリアで撮影された。振付には小熊が自己紹介で行う「つぐつぐポーズ」を取り入れた「つぐつぐダンス」が披露され、このポーズによってワープするなど、不思議な力が発揮される。監督は戸塚富士丸が担当した。
抱いてやっちゃ桜木町
「中井りか と ロス・インディオス」による「抱いてやっちゃ桜木町」のMVは横浜市のダンスホール・クリフサイド、富山県の総曲輪や桜木町で撮影された。歌手を夢見て富山から上京し、ロス・インディオスの女性ボーカルオーディションに挑んだ中井が、新女性ボーカルとしてステージ共演を果たす。監督は川村ケンスケが担当した。
ナニカガイル
メンバー全員曲である「ナニカガイル」のMVでは、実物の大木をスタジオに持ち込んだ大がかりなセットを背景に撮影された。メンバーが全員が自己紹介するという内容で、一人ひとり直筆で名前とニックネームを紹介し、「あなたの最近キュンキュンしたことは?」「あなたの好きな男性のタイプは?」という歌詞にちなんだ質問に答えている。監督は上田大樹が担当した。

## メディアでの使用
世界はどこまで青空なのか?
日本テレビ『スッキリ』2017年12月テーマソング
リイカ『AiKaBu 公式アイドル株式市場（アイカブ）』CMソング
ソニーミュージックレーベルズ forTUNEmusic NGT48握手会紹介SPOT 使用曲
一正蒲鉾 うな次郎 CMソング
ソニーモバイルコミュニケーションズジャパン 旅する3Dフィギュアフォトコンテスト コンセプトムービー 使用曲

## シングル収録トラック

### Type-A
| #         | タイトル                                     | 作詞      | 作曲       | 編曲       | 時間  |
| --------- | -------------------------------------------- | --------- | ---------- | ---------- | ----- |
| 1.        | 「世界はどこまで青空なのか?」                | 秋元康    | 斉門       | 板垣祐介   | 4:19  |
| 2.        | 「僕の涙は流れない」(SNS選抜)                | 秋元康    | aokado     | Mitsu.J    | 4:13  |
| 3.        | 「大人になる前に」(リアル学生選抜)           | 秋元康    | 丸谷マナブ | 丸谷マナブ | 4:47  |
| 4.        | 「世界はどこまで青空なのか? off vocal ver.」 |           | 斉門       | 板垣祐介   | 4:18  |
| 5.        | 「僕の涙は流れない off vocal ver.」          |           | aokado     | Mitsu.J    | 4:13  |
| 6.        | 「大人になる前に off vocal ver.」            |           | 丸谷マナブ | 丸谷マナブ | 4:46  |
| 合計時間: | 合計時間:                                    | 合計時間: | 合計時間:  | 合計時間:  | 26:36 |

| #         | タイトル                                  | 作詞      | 作曲・編曲 | 監督             | 時間  |
| --------- | ----------------------------------------- | --------- | ---------- | ---------------- | ----- |
| 1.        | 「世界はどこまで青空なのか? MUSIC VIDEO」 |           |            | 山戸結希         | 12:00 |
| 2.        | 「大人になる前に MUSIC VIDEO」            |           |            | 戸塚富士丸       | 6:44  |
| 3.        | 「大滝友梨亜 × シナエジュンイチ」         |           |            | シナエジュンイチ | 6:49  |
| 4.        | 「荻野由佳 × 中村太洸」                   |           |            | 中村太洸         | 6:03  |
| 5.        | 「小熊倫実 × Genki Ito」                  |           |            | Genki Ito        | 5:58  |
| 6.        | 「柏木由紀 × 関山雄太」                   |           |            | 関山雄太         | 4:19  |
| 7.        | 「加藤美南 × 田村昌大」                   |           |            | 田村昌大         | 4:39  |
| 8.        | 「角ゆりあ × モリ カツ」                  |           |            | モリカツ         | 5:33  |
| 9.        | 「北原里英 × 中島 望」                    |           |            | 中島望           | 5:23  |
| 10.       | 「日下部愛菜 × 水野博章」                 |           |            | 水野博章         | 5:52  |
| 合計時間: | 合計時間:                                 | 合計時間: | 63:20      |                  |       |

### Type-B
| #         | タイトル                                                 | 作詞      | 作曲      | 編曲      | 時間  |
| --------- | -------------------------------------------------------- | --------- | --------- | --------- | ----- |
| 1.        | 「世界はどこまで青空なのか?」                            | 秋元康    | 斉門      | 板垣祐介  | 4:19  |
| 2.        | 「僕の涙は流れない」(SNS選抜)                            | 秋元康    | aokado    | Mitsu.J   | 4:13  |
| 3.        | 「抱いてやっちゃ桜木町」(中井りか と ロス・インディオス) | 秋元康    | 豊田健甫  | 若田部誠  | 4:53  |
| 4.        | 「世界はどこまで青空なのか? off vocal ver.」             |           | 斉門      | 板垣祐介  | 4:18  |
| 5.        | 「僕の涙は流れない off vocal ver.」                      |           | aokado    | Mitsu.J   | 4:13  |
| 6.        | 「抱いてやっちゃ桜木町 off vocal ver.」                  |           | 豊田健甫  | 若田部誠  | 4:52  |
| 合計時間: | 合計時間:                                                | 合計時間: | 合計時間: | 合計時間: | 26:48 |

| #         | タイトル                                  | 作詞      | 作曲・編曲 | 監督              | 時間  |
| --------- | ----------------------------------------- | --------- | ---------- | ----------------- | ----- |
| 1.        | 「世界はどこまで青空なのか? MUSIC VIDEO」 |           |            | 山戸結希          | 12:00 |
| 2.        | 「抱いてやっちゃ桜木町 MUSIC VIDEO」      |           |            | 川村ケンスケ      | 6:44  |
| 3.        | 「佐藤杏樹 × 白石剛浩」                   |           |            | 白石剛浩          | 3:52  |
| 4.        | 「菅原りこ × 竹森徳芳」                   |           |            | 竹森徳芳          | 5:05  |
| 5.        | 「清司麗菜 × 中畑裕貴」                   |           |            | 中畑裕貴          | 5:56  |
| 6.        | 「高倉萌香 × 畳谷哲也」                   |           |            | 畳谷哲也          | 5:25  |
| 7.        | 「太野彩香 × 大橋洋生」                   |           |            | 大橋洋生          | 4:24  |
| 8.        | 「髙橋真生 × 小高沙里」                   |           |            | 小高沙里          | 6:29  |
| 9.        | 「中井りか × 太田正人」                   |           |            | 太田正人          | 5:02  |
| 10.       | 「中村歩加 × SOLU MEDIAGE INC.」          |           |            | SOLU MEDIAGE INC. | 4:47  |
| 合計時間: | 合計時間:                                 | 合計時間: | 59:44      |                   |       |

### Type-C
| #         | タイトル                                     | 作詞      | 作曲      | 編曲      | 時間  |
| --------- | -------------------------------------------- | --------- | --------- | --------- | ----- |
| 1.        | 「世界はどこまで青空なのか?」                | 秋元康    | 斉門      | 板垣祐介  | 4:19  |
| 2.        | 「僕の涙は流れない」(SNS選抜)                | 秋元康    | aokado    | Mitsu.J   | 4:13  |
| 3.        | 「ナニカガイル」                             | 秋元康    | バグベア  | 立山秋航  | 3:38  |
| 4.        | 「世界はどこまで青空なのか? off vocal ver.」 |           | 斉門      | 板垣祐介  | 4:18  |
| 5.        | 「僕の涙は流れない off vocal ver.」          |           | aokado    | Mitsu.J   | 4:13  |
| 6.        | 「ナニカガイル off vocal ver.」              |           | バグベア  | 立山秋航  | 3:37  |
| 合計時間: | 合計時間:                                    | 合計時間: | 合計時間: | 合計時間: | 24:18 |

| #         | タイトル                                  | 作詞      | 作曲・編曲 | 監督       | 時間  |
| --------- | ----------------------------------------- | --------- | ---------- | ---------- | ----- |
| 1.        | 「世界はどこまで青空なのか? MUSIC VIDEO」 |           |            | 山戸結希   | 12:00 |
| 2.        | 「ナニカガイル MUSIC VIDEO」              |           |            | 上田大樹   | 6:44  |
| 3.        | 「奈良未遥 × 佐藤祐紀」                   |           |            | 佐藤祐紀   | 4:35  |
| 4.        | 「西潟茉莉奈 × 高橋栄樹」                 |           |            | 高橋栄樹   | 6:26  |
| 5.        | 「西村菜那子 × 杉本 視」                  |           |            | 杉本視     | 4:15  |
| 6.        | 「長谷川玲奈 × 酒井伸太郎」               |           |            | 酒井伸太郎 | 5:45  |
| 7.        | 「本間日陽 × 金 允洙」                    |           |            | 金允洙     | 5:03  |
| 8.        | 「宮島亜弥 × 柳田格之進」                 |           |            | 柳田格之進 | 6:04  |
| 9.        | 「村雲颯香 × 長坂 茂」                    |           |            | 長坂茂     | 3:31  |
| 10.       | 「山口真帆 × 大橋 陽」                    |           |            | 大橋陽     | 6:05  |
| 11.       | 「山田野絵 × Dj HiRo」                    |           |            | Dj HiRo    | 6:01  |
| 合計時間: | 合計時間:                                 | 合計時間: | 66:29      |            |       |

### NGT48 CD盤
| #         | タイトル                                     | 作詞      | 作曲      | 編曲      | 時間  |
| --------- | -------------------------------------------- | --------- | --------- | --------- | ----- |
| 1.        | 「世界はどこまで青空なのか?」                | 秋元康    | 斉門      | 板垣祐介  | 4:19  |
| 2.        | 「僕の涙は流れない」(SNS選抜)                | 秋元康    | aokado    | Mitsu.J   | 4:13  |
| 3.        | 「ぎこちない通学電車」(ふるさとチーム)       | 秋元康    | 梅口敦史  | 立山秋航  | 4:42  |
| 4.        | 「世界はどこまで青空なのか? off vocal ver.」 |           | 斉門      | 板垣祐介  | 4:18  |
| 5.        | 「僕の涙は流れない off vocal ver.」          |           | aokado    | Mitsu.J   | 4:13  |
| 6.        | 「ぎこちない通学電車 off vocal ver.」        |           | 梅口敦史  | 立山秋航  | 4:41  |
| 合計時間: | 合計時間:                                    | 合計時間: | 合計時間: | 合計時間: | 26:26 |

### Special Edition
| #         | タイトル                      | 作詞      | 作曲       | 編曲       | 時間  |
| --------- | ----------------------------- | --------- | ---------- | ---------- | ----- |
| 1.        | 「世界はどこまで青空なのか?」 | 秋元康    | 斉門       | 板垣祐介   | 4:19  |
| 2.        | 「僕の涙は流れない」          | 秋元康    | aokado     | Mitsu.J    | 4:13  |
| 3.        | 「大人になる前に」            | 秋元康    | 丸谷マナブ | 丸谷マナブ | 4:47  |
| 4.        | 「抱いてやっちゃ桜木町」      | 秋元康    | 豊田健甫   | 若田部誠   | 4:53  |
| 5.        | 「ナニカガイル」              | 秋元康    | バグベア   | 立山秋航   | 3:38  |
| 6.        | 「ぎこちない通学電車」        | 秋元康    | 梅口敦史   | 立山秋航   | 4:42  |
| 合計時間: | 合計時間:                     | 合計時間: | 合計時間:  | 合計時間:  | 26:32 |

## 選抜メンバー
- 荻野由佳
- 小熊倫実
- 柏木由紀
- 加藤美南
- 角ゆりあ
- 北原里英
- 佐藤杏樹
- 菅原りこ
- 高倉萌香
- 太野彩香
- 中井りか
- 西潟茉莉奈
- 長谷川玲奈
- 本間日陽
- 宮島亜弥
- 村雲颯香
- 山口真帆
- 山田野絵